# Betzy Kjelsberg

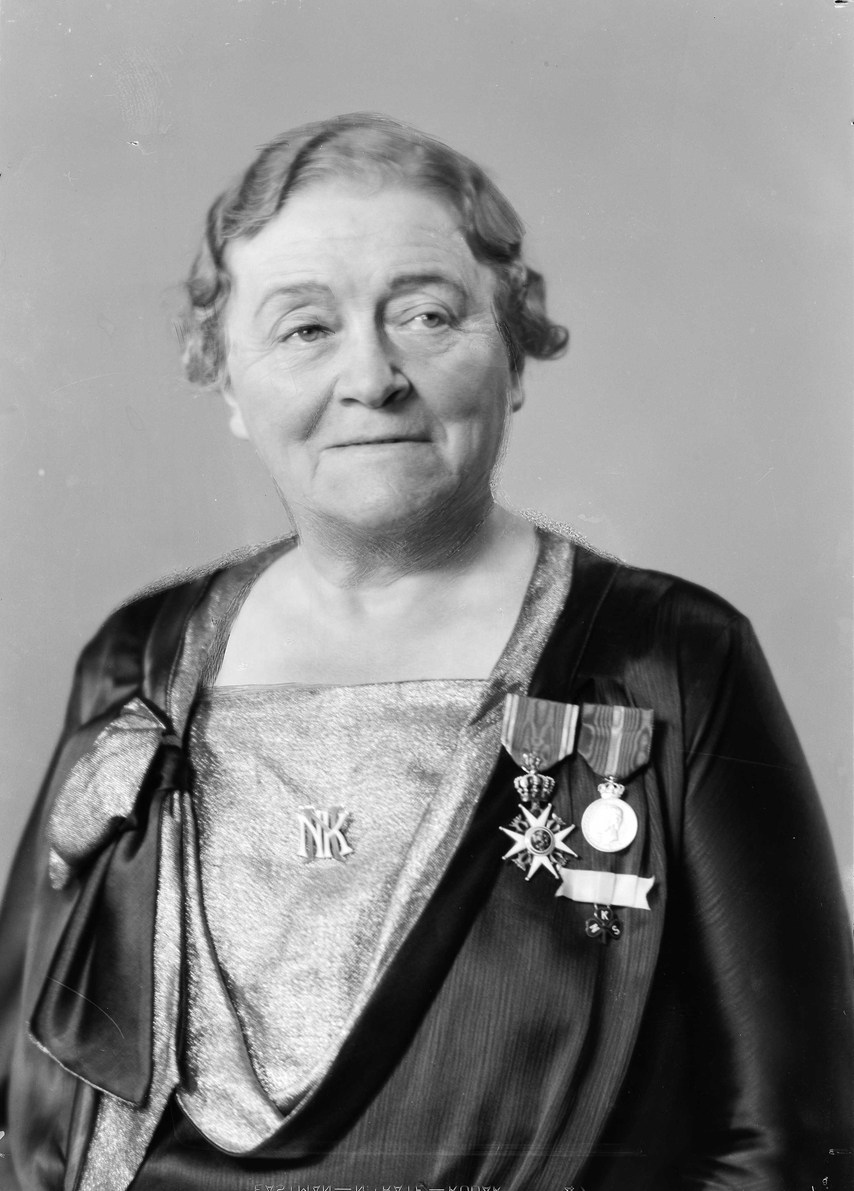
Betzy Kjelsberg (1935)

Betzy Aleksandra Børresen Kjelsberg (* 1. November 1866 in Svelvik als Betzy Aleksandra Børresen; † 3. Oktober 1950 in Bergen) war eine norwegische Frauenrechtlerin und Politikerin. Sie setzte sich unter anderem für das Frauenwahlrecht in Norwegen ein.

## Leben

### Herkunft und Ausbildung
Kjelsberg kam in der Gemeinde Svelvik als Tochter des Kapitäns Thor Børresen und der Schottin Jessie McGlashan zur Welt. Als sie sechs Jahre alt war, starb ihr Vater, der Schulden hinterließ. In der Folge wurde das gesamte Eigentum der Familie in Zwangsversteigerungen aufgelöst. Ihre Mutter siedelte sich anschließend mit ihrer Tochter in der Stadt Drammen an, und als Betzy Kjelsberg zwölf Jahre alt war, zogen sie nach Kristiania (heute Oslo). Dort wollte ihr Stiefvater Anton Enger ein Geschäft aufbauen. Nach ihrer Zeit an der Volksschule fing Kjelsberg an zu arbeiten, zugleich begann sie eine Handelsausbildung. Ihr Examen artium legte sie nicht ab, obwohl sie Unterricht dafür erhalten hatte. Im Alter von 19 Jahren heiratete sie den Juristen Oluf Kjelsberg, der eine Kanzlei in Drammen gründete. Betzy Kjelsberg begann, in der Kanzlei zu arbeiten. Insgesamt bekam das Ehepaar sechs Kinder. Kjelsberg ist die Urgroßmutter der Fremskrittspartiet-Politikerin Siv Jensen und deren Schwester Nina Jensen, die Generalsekretärin des WWF in Norwegen war.

### Einsatz als Frauenrechtlerin und Politikerin
Im Jahr 1883 war sie, gemeinsam mit der ersten norwegischen Studentin Cecilie Thoresen, an der Gründung der Diskussionsgruppe Skuld und 1884 an der Gründung der Frauenrechtsorganisation Norsk Kvinnesaksforening beteiligt. Kjelsberg setzt sich dabei dafür ein, dass alle Frauen das Wahlrecht erhalten sollten und nicht nur gut ausgebildete. Später gründete sie weitere Frauenvereinigungen in Drammen und im Jahr 1903 die erste norwegische Hauswirtschaftsschule.
Im Jahr 1910 wurde Kjelsberg als erste Frau Norwegens Fabrikinspektorin und reiste als solche durch das gesamte Land, wo sie an verschiedenen Orten Vorträge unter anderem über die Hygienezustände in Fabriken hielt. Diese Arbeit führte sie 25 Jahre lang aus. In der Zeit zwischen 1921 und 1934 war sie auch des Öfteren als Repräsentantin der norwegischen Regierung bei Konferenzen der Internationalen Arbeitsorganisation in Genf tätig.
Kjelsberg war als Politikerin in der Partei Venstre aktiv. So saß sie auch zwei Legislaturperioden lang im Stadtrat von Drammen. Sie war zudem die erste Frau im Vorstand der Partei, dem sie zwischen 1926 und 1938 angehörte. Im Jahr 1918 scheiterte ihr Versuch, ein Mandat im norwegischen Nationalparlament Storting zu erlangen.

## Auszeichnungen
- 1916: Verdienstmedaille des Königs in Gold verliehen
- 1935: Sankt-Olav-Orden (Ritter 1. Klasse)